# Comuna Proskurivka, Iarmolînți
Proskurivka (în ucraineană Проскурівка) este o comună în raionul Iarmolînți, regiunea Hmelnîțkîi, Ucraina, formată din satele Kornacivka, Maidan-Morozivskîi și Proskurivka (reședința).

## Demografie
Componența lingvistică a comunei Proskurivka
     Ucraineană (99,25%)
     Alte limbi (0,75%)
Conform recensământului din 2001, majoritatea populației comunei Proskurivka era vorbitoare de ucraineană (99,25%), existând în minoritate și vorbitori de alte limbi.